# Serra de Água
Serra de Água ist eine portugiesische Gemeinde (Freguesia) im Kreis (Concelho) von Ribeira Brava, auf der Insel Madeira. In ihr leben 973 Einwohner (Stand 19. April 2021).

## Geschichte
Im Verlauf der Besiedlung der Insel ab dem frühen 15. Jahrhundert entstand auch Serra de Água. 1676 wurde die eigenständige Gemeinde Serra de Água geschaffen. Sie gehörte zum Kreis Ponta do Sol, um seit 1914 zum neugeschaffenen Kreis Ribeira Brava zu gehören.
1953 entstand im Gemeindegebiet das erste Wasserkraftwerk der Insel.